# Bräkenpipa
Bräkenpipa (Woldmaria filicina) är en svampart som först beskrevs av Peck, och fick sitt nu gällande namn av Knudsen 1996. Enligt Catalogue of Life är bräkenpipa ensam i släktet Woldmaria,  som ingår i familjen Niaceae, men enligt Dyntaxa är tillhörigheten istället släktet Woldmaria,  och familjen Cyphellopsidaceae. Arten är reproducerande i Sverige. Inga underarter finns listade i Catalogue of Life.